# Jacnia
Jacnia is een plaats in het Poolse district  Zamojski, woiwodschap Lublin. De plaats maakt deel uit van de gemeente Adamów en telt 560 inwoners.